# White Mountain (Alaska)
White Mountain – miasto położone w okręgu Nome na Alasce. Ulokowane jest na prawym brzegu rzeki Fish na półwyspie Seward. Według spisu ludności z 2000 roku liczba mieszkańców wyniosła 203, z czego ponad 85 % stanowili rdzenni mieszkańcy. W roku 2023 liczba mieszkańców spadła do 177 osób, a gęstość zaludnienia do 33,4 osoby/km².

## Historia
Na obszarze obecnego White Mountain początkowo znajdował się eskimoski obóz rybacki Nachirvik. Jednak wraz z wybuchem gorączki złota w Klondike zaczęło napływać tam wielu białych poszukiwaczy i społeczność zaczęła się rozrastać. W 1908 roku jeden z górników Charles D. Lane zbudował pierwszy sklep. W osadzie działał również publiczny sierociniec, który w 1926 roku przekształcono w szkołę. W 1920 r. powstała prawosławna cerkiew, a w 1937 r. misjonarze zbudowali kościół. W 1937 r. otworzono także urząd pocztowy. Status miasta White Mountain otrzymało 15 lipca 1969 roku.
Obecnie miejscowość słynie głównie z tego, że jest jednym z trzech obowiązkowych przystanków na trasie corocznego wyścigu psich zaprzęgów Iditarod.

## Demografia
Według spisu ludności z 2000 r. miasto liczyło 203 mieszkańców, 69 gospodarstw domowych i 46 rodzin. Gęstość zaludnienia wyniosła 113,7 osób na km². Rdzenni mieszkańcy stanowili 83,74 procent, biali 13,30, a pozostali (Hiszpanie, latynosi) 2,96 procent.
Dzieci poniżej osiemnastego roku życia stanowiły 40,4 procent populacji, osoby od 18 do 24 roku życia 5,4%, od 25 do 44 lat – 24,6%, od 45 do 64 – 22,2%, a osoby powyżej 65 lat – 7,4%. Średni wiek wyniósł 29 lat, a na każde 100 kobiet przypadało 109 mężczyzn.
Średni dochód gospodarstw domowych wyniósł 25 833 dolarów, a średni dochód rodzin 29 688 dolarów. Około 22 procent mieszkańców żyło poniżej granicy ubóstwa.